# Horace Silver
Horace Ward Martin Tavares Silver (2. september 1928 i Norwalk, Connecticut -  18. juni 2014 i New Rochelle, New York) var en amerikansk jazzpianist, komponist og orkesterleder. Ud over at lede sit eget band spillede han sammen med Art Blakey and the Jazz Messengers. Han hører til jazzens store komponister med standard numre som f.eks. Sister Sadie og Song for my father.
Horace Silver medvirkede i filmen  A Great Day in Harlem fra 1994